# Segunda División de España 1997-98
La temporada 1997–98 de la Segunda División de España de fútbol corresponde a la 67.ª edición del campeonato y se disputó entre el 30 de agosto de 1997 y el 16 de mayo de 1998 en su fase regular. Posteriormente se disputó la promoción de ascenso entre el 21 de mayo y el 25 de mayo.
El campeón de Segunda División fue el Deportivo Alavés.

## Sistema de competición
La Segunda División de España 1997/98 fue organizada por la Liga de Fútbol Profesional (LFP).
El campeonato contó con la participación de 22 clubes y se disputó siguiendo un sistema de liga, de modo que todos los equipos se enfrentaron entre sí, todos contra todos en dos ocasiones -una en campo propio y otra en campo contrario- sumando un total de 42 jornadas. El orden de los encuentros se decidió por sorteo antes de empezar la competición.
Los dos primeros clasificados ascendieron directamente a Primera División, mientras que el tercer y cuarto clasificado disputaron la promoción de ascenso ante el decimoséptimo y decimoctavo clasificado de la máxima categoría en eliminatorias directas a doble partido.
Los cuatro últimos clasificados descendieron directamente a Segunda División B.

## Clubes participantes
| Datos de ascensos y descensos con respecto a la temporada anterior |
| --- |
| Rayo Vallecano, CF Extremadura, Sevilla FC, Hércules CF y CD Logroñés descienden de Primera División. CP Mérida, UD Salamanca y RCD Mallorca ascienden a Primera División. Almería CF, Real Madrid CF "B", FC Barcelona "B" y Écija Balompié descienden a Segunda División B. Elche CF, Real Jaén CF, CD Numancia y Xerez CD ascienden a Segunda División. |

| Equipo                      | Ciudad                     | Estadio                             |
| --------------------------- | -------------------------- | ----------------------------------- |
| Albacete Balompié           | Albacete                   | Carlos Belmonte                     |
| Club Atlético de Madrid "B" | Madrid                     | Cerro del Espino                    |
| Club Deportivo Badajoz      | Badajoz                    | El Vivero                           |
| Deportivo Alavés            | Vitoria                    | Mendizorroza                        |
| Sociedad Deportiva Eibar    | Éibar                      | Ipurúa                              |
| Elche Club de Fútbol        | Elche                      | Manuel Martínez Valero              |
| Club de Fútbol Extremadura  | Almendralejo               | Francisco de la Hera                |
| Hércules Club de Fútbol     | Alicante                   | José Rico Pérez                     |
| Real Jaén Club de Fútbol    | Jaén                       | La Victoria                         |
| Unión Deportiva Las Palmas  | Las Palmas de Gran Canaria | Insular                             |
| Club Deportivo Leganés      | Leganés                    | Luis Rodríguez de Miguel y Butarque |
| Levante Unión Deportiva     | Valencia                   | Nou Estadi                          |
| Unió Esportiva Lleida       | Lérida                     | Camp d'Esports                      |
| Club Deportivo Logroñés     | Logroño                    | Las Gaunas                          |
| Club Deportivo Numancia     | Soria                      | Los Pajaritos                       |
| Club Atlético Osasuna       | Pamplona                   | El Sadar                            |
| Club Deportivo Ourense      | Orense                     | O Couto                             |
| Rayo Vallecano de Madrid    | Madrid                     | Vallecas                            |
| Sevilla Fútbol Club         | Sevilla                    | Ramón Sánchez-Pizjuán               |
| Club Deportivo Toledo       | Toledo                     | Salto del Caballo                   |
| Villarreal Club de Fútbol   | Villarreal                 | El Madrigal                         |
| Xerez Club Deportivo        | Jerez de la Frontera       | Chapín                              |

## Clasificación
| Pos. | Equipo                  | Pts. | PJ | G  | E  | P  | GF | GC | Dif. | Clasificación                 |
| ---- | ----------------------- | ---- | -- | -- | -- | -- | -- | -- | ---- | ----------------------------- |
| 1    | Deportivo Alavés (C, A) | 82   | 42 | 24 | 10 | 8  | 54 | 25 | +29  | Ascenso a Primera División    |
| 2    | Extremadura C. F. (A)   | 79   | 42 | 23 | 10 | 9  | 60 | 38 | +22  | Ascenso a Primera División    |
| 3    | U. D. Las Palmas        | 73   | 42 | 19 | 16 | 7  | 72 | 47 | +25  | Acceso a Promoción de ascenso |
| 4    | Villarreal C. F. (A)    | 73   | 42 | 19 | 16 | 7  | 51 | 38 | +13  | Acceso a Promoción de ascenso |
| 5    | U. E. Lleida            | 63   | 42 | 18 | 9  | 15 | 50 | 46 | +4   |                               |
| 6    | C. D. Badajoz           | 63   | 42 | 16 | 15 | 11 | 48 | 37 | +11  |                               |
| 7    | Sevilla F. C.           | 62   | 42 | 17 | 11 | 14 | 47 | 44 | +3   |                               |
| 8    | A. D. Rayo Vallecano    | 60   | 42 | 17 | 9  | 16 | 51 | 48 | +3   |                               |
| 9    | Atlético de Madrid "B"  | 60   | 42 | 16 | 12 | 14 | 64 | 49 | +15  |                               |
| 10   | S. D. Eibar             | 57   | 42 | 14 | 15 | 13 | 38 | 32 | +6   |                               |
| 11   | Hércules C. F.          | 56   | 42 | 14 | 14 | 14 | 46 | 43 | +3   |                               |
| 12   | C. D. Toledo            | 56   | 42 | 14 | 14 | 14 | 43 | 48 | −5   |                               |
| 13   | C. D. Leganés           | 53   | 42 | 13 | 14 | 15 | 45 | 54 | −9   |                               |
| 14   | Albacete Balompié       | 50   | 42 | 13 | 11 | 18 | 41 | 53 | −12  |                               |
| 15   | C. A. Osasuna           | 50   | 42 | 13 | 11 | 18 | 36 | 42 | −6   |                               |
| 16   | C. D. Ourense           | 49   | 42 | 12 | 13 | 17 | 37 | 46 | −9   |                               |
| 17   | C. D. Numancia          | 47   | 42 | 10 | 17 | 15 | 33 | 50 | −17  |                               |
| 18   | C. D. Logroñés          | 46   | 42 | 10 | 16 | 16 | 38 | 43 | −5   |                               |
| 19   | Elche C. F. (D)         | 45   | 42 | 11 | 12 | 19 | 45 | 56 | −11  | Descenso a Segunda División B |
| 20   | Real Jaén C. F. (D)     | 45   | 42 | 9  | 18 | 15 | 39 | 52 | −13  | Descenso a Segunda División B |
| 21   | Xerez C. D. (D)         | 38   | 42 | 8  | 14 | 20 | 24 | 49 | −25  | Descenso a Segunda División B |
| 22   | Levante U. D. (D)       | 35   | 42 | 8  | 11 | 23 | 37 | 59 | −22  | Descenso a Segunda División B |

 Fuente: BDFútbol
Criterios de clasificación: Puntos · Enfrentamientos directos · Diferencia de goles · Goles a favor · Play-off

## Resultados
| Local \ Visitante      | ALV | ALB | ATM | BAD | EIB | ELC | EXT | HER | JAE | LAS | LEG | LEV | LLE | LOG | NUM | OSA | OUR | RAY | SEV | TOL | VIL | XER |
| ---------------------- | --- | --- | --- | --- | --- | --- | --- | --- | --- | --- | --- | --- | --- | --- | --- | --- | --- | --- | --- | --- | --- | --- |
| Deportivo Alavés       | —   | 5–1 | 2–1 | 1–0 | 1–0 | 0–0 | 0–1 | 1–2 | 1–0 | 1–1 | 3–0 | 1–0 | 2–1 | 2–0 | 3–0 | 1–0 | 0–1 | 3–0 | 1–0 | 3–0 | 5–1 | 1–0 |
| Albacete Balompié      | 1–1 | —   | 1–1 | 1–2 | 1–1 | 2–0 | 0–2 | 1–0 | 2–2 | 0–2 | 0–2 | 3–0 | 0–1 | 1–2 | 2–0 | 2–1 | 1–0 | 0–1 | 1–0 | 3–1 | 1–1 | 1–0 |
| Atlético de Madrid "B" | 0–1 | 2–0 | —   | 1–2 | 2–0 | 3–0 | 3–1 | 3–1 | 1–1 | 1–1 | 1–1 | 3–1 | 3–1 | 1–1 | 4–2 | 5–0 | 1–0 | 1–1 | 0–1 | 2–1 | 1–1 | 2–0 |
| C. D. Badajoz          | 0–0 | 0–0 | 1–1 | —   | 1–0 | 5–0 | 2–0 | 2–0 | 1–1 | 1–0 | 1–1 | 2–0 | 1–0 | 0–0 | 2–2 | 2–1 | 2–0 | 1–3 | 2–0 | 0–1 | 0–0 | 0–0 |
| S. D. Eibar            | 2–1 | 2–0 | 1–0 | 3–1 | —   | 1–0 | 0–0 | 0–1 | 0–0 | 0–0 | 0–0 | 1–1 | 1–0 | 2–1 | 1–0 | 0–1 | 3–0 | 0–1 | 1–1 | 3–3 | 0–0 | 3–0 |
| Elche C. F.            | 0–1 | 3–0 | 3–1 | 0–1 | 0–4 | —   | 0–1 | 1–1 | 1–0 | 0–1 | 1–1 | 1–0 | 0–0 | 5–0 | 3–0 | 2–0 | 2–2 | 2–1 | 0–2 | 1–1 | 2–2 | 1–0 |
| Extremadura C. F.      | 2–1 | 2–0 | 2–1 | 0–0 | 1–0 | 3–2 | —   | 1–1 | 2–2 | 1–1 | 0–0 | 1–0 | 3–0 | 2–0 | 0–0 | 1–1 | 3–1 | 3–1 | 3–0 | 0–1 | 0–0 | 1–0 |
| Hércules C. F.         | 1–1 | 3–1 | 2–1 | 3–1 | 0–0 | 2–1 | 0–1 | —   | 1–0 | 4–0 | 1–3 | 1–1 | 4–3 | 1–2 | 0–1 | 0–0 | 2–1 | 0–0 | 1–0 | 4–1 | 2–1 | 0–0 |
| Real Jaén C. F.        | 0–0 | 1–0 | 1–1 | 2–1 | 0–1 | 2–1 | 2–4 | 0–0 | —   | 1–4 | 1–2 | 0–0 | 1–2 | 1–1 | 1–0 | 1–1 | 1–1 | 0–1 | 1–0 | 3–1 | 1–2 | 1–1 |
| U. D. Las Palmas       | 4–0 | 3–2 | 3–3 | 2–0 | 4–1 | 4–3 | 2–1 | 3–2 | 3–0 | —   | 1–1 | 1–2 | 0–0 | 0–4 | 5–1 | 3–0 | 2–0 | 2–0 | 1–1 | 1–2 | 0–0 | 2–0 |
| C. D. Leganés          | 1–2 | 0–2 | 2–1 | 1–1 | 1–0 | 1–0 | 3–2 | 2–1 | 2–1 | 0–0 | —   | 4–4 | 0–0 | 1–1 | 0–1 | 0–0 | 1–2 | 0–1 | 1–0 | 3–1 | 0–2 | 1–1 |
| Levante U. D.          | 0–1 | 1–3 | 2–1 | 1–1 | 1–2 | 3–3 | 0–1 | 0–0 | 2–0 | 0–2 | 0–1 | —   | 1–1 | 1–2 | 1–1 | 0–2 | 1–0 | 1–0 | 0–0 | 0–1 | 1–2 | 0–1 |
| U. E. Lleida           | 1–2 | 2–0 | 0–2 | 2–0 | 1–1 | 2–0 | 2–0 | 2–1 | 1–1 | 5–2 | 0–2 | 0–3 | —   | 0–0 | 3–0 | 2–1 | 2–1 | 3–1 | 3–0 | 2–1 | 0–2 | 2–0 |
| C. D. Logroñés         | 1–1 | 1–2 | 1–0 | 2–1 | 1–1 | 0–1 | 1–1 | 0–1 | 1–2 | 0–1 | 2–0 | 0–0 | 0–1 | —   | 2–0 | 0–0 | 0–1 | 3–1 | 2–2 | 1–2 | 3–1 | 0–0 |
| C. D. Numancia         | 0–2 | 1–1 | 0–0 | 0–0 | 0–0 | 2–1 | 0–3 | 0–0 | 2–2 | 0–0 | 1–1 | 3–1 | 1–0 | 1–0 | —   | 0–0 | 4–0 | 0–1 | 1–1 | 1–0 | 1–2 | 1–1 |
| C. A. Osasuna          | 0–1 | 0–0 | 3–0 | 1–2 | 1–1 | 0–0 | 2–1 | 2–1 | 2–0 | 3–1 | 2–1 | 0–1 | 0–1 | 1–0 | 0–1 | —   | 1–1 | 1–3 | 3–0 | 1–1 | 0–1 | 2–0 |
| C. D. Ourense          | 0–0 | 2–2 | 3–4 | 0–3 | 1–0 | 2–1 | 0–1 | 2–0 | 1–1 | 1–1 | 4–0 | 2–0 | 0–0 | 0–0 | 1–1 | 2–0 | —   | 2–0 | 0–1 | 0–0 | 0–0 | 1–2 |
| A. D. Rayo Vallecano   | 0–0 | 0–0 | 1–0 | 4–3 | 0–1 | 1–2 | 5–2 | 0–0 | 0–1 | 3–3 | 1–0 | 3–0 | 2–0 | 2–1 | 2–0 | 0–1 | 0–0 | —   | 1–3 | 2–1 | 5–0 | 0–0 |
| Sevilla F. C.          | 1–0 | 2–0 | 1–3 | 1–1 | 1–1 | 0–0 | 3–1 | 1–0 | 4–0 | 1–1 | 3–2 | 0–4 | 5–1 | 1–1 | 1–0 | 2–0 | 1–0 | 3–2 | —   | 2–0 | 0–0 | 2–0 |
| C. D. Toledo           | 0–0 | 2–2 | 0–1 | 1–2 | 2–0 | 2–0 | 0–1 | 1–1 | 0–0 | 2–2 | 3–2 | 1–0 | 1–0 | 0–0 | 1–1 | 1–0 | 0–1 | 1–1 | 1–0 | —   | 2–1 | 0–0 |
| Villarreal C. F.       | 2–1 | 1–0 | 1–1 | 1–0 | 1–0 | 1–1 | 0–2 | 2–1 | 1–1 | 0–0 | 3–1 | 3–2 | 0–0 | 2–1 | 0–1 | 1–0 | 2–0 | 3–0 | 3–0 | 1–1 | —   | 3–0 |
| Xerez C. D.            | 0–1 | 0–1 | 2–1 | 0–0 | 1–0 | 1–1 | 1–3 | 0–0 | 0–3 | 0–3 | 3–0 | 4–1 | 1–3 | 0–0 | 2–2 | 0–2 | 0–1 | 1–0 | 1–0 | 0–2 | 1–1 | —   |

## Promoción de ascenso
En la promoción de ascenso jugaron UD Las Palmas y Villarreal CF como tercer y cuarto clasificado de Segunda División. Sus rivales fueron SD Compostela y Real Oviedo como decimoséptimo y decimoctavo clasificado de Primera División.
La promoción se jugó a doble partido a ida y vuelta con los siguientes resultados:
| 21 de mayo de 1998 | Villarreal CF | 0:0     | SD Compostela | Estadio El Madrigal, Villarreal                                        |                                                                        |
|                    |               | Reporte |               | Asistencia: 9.000 espectadores Árbitro(s): Esquinas Torres (Madrileño) | Asistencia: 9.000 espectadores Árbitro(s): Esquinas Torres (Madrileño) |

| 24 de mayo de 1998 | SD Compostela | 1:1     | Villarreal CF | Multiusos de San Lázaro, Santiago de Compostela                    |                                                                    |
|                    | Chiba 57'     | Reporte | Alberto 7'    | Asistencia: 11.500 espectadores Árbitro(s): Díaz Vega (Astuariano) | Asistencia: 11.500 espectadores Árbitro(s): Díaz Vega (Astuariano) |

| Asciende a Primera División Villarreal CF |

| 22 de mayo de 1998 | Real Oviedo                                | 3:0     | UD Las Palmas | Estadio Carlos Tartiere, Oviedo                                |                                                                |
|                    | Iván Ania 9' Iván Ania 27' Dely Valdés 59' | Reporte |               | Asistencia: 23.500 espectadores Árbitro(s): Iturralde González | Asistencia: 23.500 espectadores Árbitro(s): Iturralde González |

| 25 de mayo de 1998 | UD Las Palmas                                    | 3:1     | Real Oviedo | Estadio Insular, Las Palmas de Gran Canaria             |                                                         |
|                    | Gamboa (autogol) 29' Walter Pico 65' Paquito 66' | Reporte | Gamboa 20'  | Asistencia: 22.000 espectadores Árbitro(s): López Nieto | Asistencia: 22.000 espectadores Árbitro(s): López Nieto |

| Permanece en Primera División Real Oviedo |

## Trofeo Pichichi
Trofeo que otorga el Diario Marca al máximo goleador de la Segunda División.
| #   | Jugador        | Equipo                      | Goles |
| --- | -------------- | --------------------------- | ----- |
| 1º  | Igor Gluščević | Extremadura CF              | 24    |
| 2º  | Turu Flores    | UD Las Palmas               | 21    |
| 3º  | Eloy Jiménez   | Elche CF                    | 20    |
| 4º  | Serrano        | Deportivo Alavés            | 19    |
| 5º  | Paco Salillas  | Villarreal CF               | 18    |
| 6º  | Patri          | CD Badajoz                  | 14    |
|     | Antonio Rueda  | Real Jaén                   | 14    |
|     | Catanha        | CD Leganés                  | 14    |
| 9º  | Tevenet        | Club Atlético de Madrid "B" | 13    |
| 10º | Marcelino      | UD Las Palmas               | 12    |
|     | Manel          | CD Logroñés                 | 12    |

## Otros premios

### Trofeo Zamora
Francisco Leal, guardameta del Deportivo Alavés, consiguió el trofeo al portero menos goleado encajando 22 goles en 39 partidos (0,56). Para optar al premio fue necesario disputar 60 minutos en, como mínimo, 28 partidos.

### Trofeo Guruceta
Premio otorgado por el Diario Marca al mejor árbitro del torneo.
 Miguel Carlos Román González

## Resumen
Campeón de Segunda División:
| - Deportivo Alavés |

Ascienden a Primera División:
| - Deportivo Alavés | - Club de Fútbol Extremadura | - Villarreal Club de Fútbol |

Descienden a Segunda División B: 
| - Elche Club de Fútbol | - Real Jaén Club de Fútbol | - Xerez Club Deportivo | - Levante Unión Deportiva |